# Ligue des champions féminine de l'UEFA 2020-2021
Navigation
Édition précédente Édition suivante
La Ligue des champions féminine de l'UEFA 2020-2021 est la vingtième édition de la plus importante compétition inter-clubs européenne de football féminin.
Elle se déroule lors de la saison 2020-2021 et oppose les vainqueurs des différents championnats européens de la saison précédente ainsi que les dauphins des douze meilleurs championnats.
Il s'agit de la dernière édition dans le format actuel. Un nouveau format pour cette compétition entre en vigueur à partir de la saison 2021/2022.

## Désignation de la ville organisatrice de la finale
Deux pays ont exprimé leur intérêt pour l'organisation de la finale de la Ligue des champions féminine 2020-2021 auprès de l'UEFA avant le 26 octobre 2018, la République tchèque avec l'Eden Aréna de Prague et la Suède avec le Gamla Ullevi de Göteborg. Seule la Suède dépose son dossier de candidature avant la date limite du 15 février 2019.
Le Comité exécutif de l'UEFA désigne le stade du Gamva Ullevi de Göteborg pour l'organisation de la finale.

## Participantes
Contrairement à la Ligue des champions masculine, les fédérations européennes ne présentent pas toutes une équipe, donc le nombre exact d'équipes n'est pas fixé jusqu'à ce que la liste d'accès soit complètement connue ; il en est de même du tour d'entrée des équipes engagées. L'UEFA communique la liste des clubs engagés le 16 septembre 2020.
Le schéma de qualification de la Ligue des champions féminine de l'UEFA 2020-2021 est le suivant :
- le tenant du titre est qualifié directement pour les seizièmes de finale ;
- les douze meilleures associations les mieux classées au coefficient UEFA à l'issue de la saison 2018-2019 ont leurs clubs champions qualifiés directement pour les seizièmes de finale, et leurs vice-champions entrant soit en seizièmes de finale (pour les dix premières associations) soit en phase de qualification (pour les 11e et 12e associations) ;
- les autres associations ont leur club champion entrant au premier tour de qualification.

|     | France                       | Allemagne               | Angleterre               | Suède                            | Espagne                     |
| --- | ---------------------------- | ----------------------- | ------------------------ | -------------------------------- | --------------------------- |
| 1er | Olympique Lyonnais (145,680) | VfL Wolfsburg (114,090) | Chelsea (63,645)         | FC Rosengård (59,015)            | FC Barcelone (102,140)      |
| 2e  | Paris Saint-Germain (98,680) | Bayern Munich (78,090)  | Manchester City (69,645) | Kopparbergs/Göteborg FC (20,015) | Atlético de Madrid (47,140) |

|     | Tchéquie               | Danemark                  | Italie               | Suisse                    | Pays-Bas                |
| --- | ---------------------- | ------------------------- | -------------------- | ------------------------- | ----------------------- |
| 1er | Slavia Prague (65.365) | Fortuna Hjørring (46,385) | Juventus FC (17,065) | Servette FCCF (7,920)     | PSV Eindhoven (10,890)  |
| 2e  | Sparta Prague (31,365) | Brøndby IF (45,385)       | Fiorentina (29,065)  | FC Zürich Frauen (34,920) | Ajax Amsterdam (23,890) |

|     | Norvège                | Kazakhstan             |
| --- | ---------------------- | ---------------------- |
| 1er | Lillestrøm SK (44,075) | BIIK Kazygurt (38,570) |

| Deuxièmes - Norvège : Vålerenga FD (9,075) - Kazakhstan : Okjetpes Kökşetaw (9,570) Champions - Russie : CSKA Moscou (7,425) - Écosse : Glasgow City FC (36,590) - Islande : Valur Reykjavik (8,580) - Lituanie : FK Gintra Universitetas (19,285) - Chypre : Apollon Limassol (16,280) - Autriche : SKN St. Pölten Frauen (23,950) - Pologne : Górnik Łęczna (8,825) - Serbie : ŽFK Spartak Subotica (20,615) - Biélorussie : FK Minsk (25,270) - Bosnie-Herzégovine : ŽNK SFK 2000 Sarajevo (15,960) - Roumanie : Olimpia Cluj (14,630) - Portugal : Benfica Lisbonne (0,000) - Grèce : PAOK Salonique (10,635) - Belgique : RSC Anderlecht (10,125) - Hongrie : Ferencváros TC (9,470) - Ukraine : WFC Zhytlobud-2 Kharkiv (4,800) - Finlande : HJK Helsinki (3,465) - Croatie : ŽNK Split (3,310) | - Irlande : Peamount United (2,475) - Slovénie : ŽNK Pomurje (6,980) - Turquie : ALG Spor (2,475) - Albanie : KFF Vllaznia Shkodër (9,310) - Bulgarie : NSA Sofia (5,985) - Israël : Ramat HaSharon (3,650) - Estonie : FC Flora Tallinn (2,485) - Slovaquie : ŠK Slovan Bratislava (4,320) - Pays de Galles : Swansea City (1,155) - Îles Féroé : KÍ Klaksvík (3,325) - Irlande du Nord : Linfield LFC (1,160) - Monténégro : ŽFK Breznica (3,990) - Malte : Birkirkara FC (0,830) - Kosovo : KFF Mitrovica (4,320) - Lettonie : Rīgas FS (1,330) - Moldavie : Agarista-ȘS Anenii Noi (0,165) - Macédoine du Nord : ŽFK Kamenica Sasa (0,000) - Géorgie : WFC Lantchkhouti (0,000) - Luxembourg : Racing FC (0,000) - Arménie : Alashkert (0,000) |

## Calendrier
| Nom                            | Date tirage au sort           | Date aller                    | Date retour                   | Nombre de participants        | Nombre en lice                |
| Phase de qualification (2020)  | Phase de qualification (2020) | Phase de qualification (2020) | Phase de qualification (2020) | Phase de qualification (2020) | Phase de qualification (2020) |
| ------------------------------ | ----------------------------- | ----------------------------- | ----------------------------- | ----------------------------- | ----------------------------- |
| Premier tour de qualification  | 22 octobre à Nyon             | 3-4 novembre                  | 3-4 novembre                  | 40                            | 40 à 20                       |
| Deuxième tour de qualification | 6 novembre à Nyon             | 18-19 novembre                | 18-19 novembre                | 20                            | 20 à 10                       |
| Phase finale (2020-2021)       |                               |                               |                               |                               |                               |
| Seizièmes de finale            | 24 novembre à Nyon            | 8-9 décembre                  | 15-16 décembre                | 32 (10 + 22)                  | 32 à 16                       |
| Huitièmes de finale            | 16 février 2021 à Nyon        | 3-4 mars                      | 10-11 mars                    | 16                            | 16 à 8                        |
| Quarts de finale               | 12 mars 2021 Nyon             | 23-24 mars                    | 31 mars-1er avril             | 8                             | 8 à 4                         |
| Demi-finales                   | 12 mars 2021 Nyon             | 24-25 avril                   | 1er-2 mai                     | 4                             | 4 à 2                         |
| Finale                         | 12 mars 2021 Nyon             | 16 mai à Göteborg             | 16 mai à Göteborg             | 2                             | 2 à 1                         |

## Phase de qualification

### Format
Le format des qualifications est modifié en raison de la Pandémie de Covid-19 en Europe. Les mini-tournois du tour de qualification seront remplacés par deux tours à élimination directe sur matches simples.
Les matchs seront joués les 3 et 4 novembre pour le premier tour et les 18 et 19 novembre pour le deuxième tour.

#### Premier tour de qualification
Le tirage au sort du premier tour de qualification a eu lieu le 22 octobre 2020 à Nyon. 
Lors du tirage au sort, les équipes sont séparées en 10 groupes. Les têtes de série sont déterminées suivant le coefficient UEFA des équipes. Dans chaque groupe, les équipes sont numérotées afin de rendre le tirage plus rapide.
| Groupe 1       | Groupe 1                | Groupe 1       | Groupe 1           | Groupe 1           | Groupe 1           | Groupe 2       | Groupe 2                | Groupe 2       | Groupe 2           | Groupe 2               | Groupe 2           |
| Têtes de série | Têtes de série          | Têtes de série | Non têtes de série | Non têtes de série | Non têtes de série | Têtes de série | Têtes de série          | Têtes de série | Non têtes de série | Non têtes de série     | Non têtes de série |
| -------------- | ----------------------- | -------------- | ------------------ | ------------------ | ------------------ | -------------- | ----------------------- | -------------- | ------------------ | ---------------------- | ------------------ |
| 1              | CSKA Moscou             | 7.425          | 3                  | FC Flora Tallinn   | 2.485              | 1              | ŽFK Spartak Subotica    | 20.615         | 3                  | Agarista-ȘS Anenii Noi | 0.165              |
| 2              | FK Minsk                | 25.270         | 4                  | Rīgas FS           | 1.330              | 2              | ŽNK Pomurje             | 6.980          | 4                  | ŽFK Breznica           | 3.990              |
| Groupe 3       | Groupe 3                | Groupe 3       | Groupe 3           | Groupe 3           | Groupe 3           | Groupe 4       | Groupe 4                | Groupe 4       | Groupe 4           | Groupe 4               | Groupe 4           |
| Têtes de série | Têtes de série          | Têtes de série | Non têtes de série | Non têtes de série | Non têtes de série | Têtes de série | Têtes de série          | Têtes de série | Non têtes de série | Non têtes de série     | Non têtes de série |
| 1              | WFC Zhytlobud-2 Kharkiv | 4.800          | 3                  | Alashkert          | 0.000              | 1              | Valur Reykjavik         | 8.580          | 3                  | HJK Helsinki           | 3.465              |
| 2              | Okjetpes Kökşetaw       | 9.570          | 4                  | WFC Lantchkhouti   | 0.000              | 2              | Vålerenga FD            | 9.075          | 4                  | KÍ Klaksvík            | 3.325              |
| Groupe 5       | Groupe 5                | Groupe 5       | Groupe 5           | Groupe 5           | Groupe 5           | Groupe 6       | Groupe 6                | Groupe 6       | Groupe 6           | Groupe 6               | Groupe 6           |
| Têtes de série | Têtes de série          | Têtes de série | Non têtes de série | Non têtes de série | Non têtes de série | Têtes de série | Têtes de série          | Têtes de série | Non têtes de série | Non têtes de série     | Non têtes de série |
| 1              | Górnik Łęczna           | 8.825          | 3                  | ŽNK Split          | 3.310              | 1              | FK Gintra Universitetas | 19.285         | 3                  | ŠK Slovan Bratislava   | 4.320              |
| 2              | Apollon Limassol        | 16.280         | 4                  | Swansea City       | 1.155              | 2              | Ferencváros TC          | 9.470          | 4                  | Racing FC              | 0.000              |
| Groupe 7       | Groupe 7                | Groupe 7       | Groupe 7           | Groupe 7           | Groupe 7           | Groupe 8       | Groupe 8                | Groupe 8       | Groupe 8           | Groupe 8               | Groupe 8           |
| Têtes de série | Têtes de série          | Têtes de série | Non têtes de série | Non têtes de série | Non têtes de série | Têtes de série | Têtes de série          | Têtes de série | Non têtes de série | Non têtes de série     | Non têtes de série |
| 1              | SKN St. Pölten Frauen   | 23.950         | 3                  | KFF Mitrovica      | 4.320              | 1              | RSC Anderlecht          | 10.125         | 3                  | Linfield LFC           | 1.160              |
| 2              | NSA Sofia               | 5.985          | 4                  | ŽFK Kamenica Sasa  | 0.000              | 2              | Glasgow City FC         | 36.590         | 4                  | Peamount United        | 2.475              |
| Groupe 9       | Groupe 9                | Groupe 9       | Groupe 9           | Groupe 9           | Groupe 9           | Groupe 10      | Groupe 10               | Groupe 10      | Groupe 10          | Groupe 10              | Groupe 10          |
| Têtes de série | Têtes de série          | Têtes de série | Non têtes de série | Non têtes de série | Non têtes de série | Têtes de série | Têtes de série          | Têtes de série | Non têtes de série | Non têtes de série     | Non têtes de série |
| 1              | PAOK Salonique          | 10.635         | 3                  | Benfica Lisbonne   | 0.000              | 1              | KFF Vllaznia Shkodër    | 9.310          | 3                  | ALG Spor               | 2.475              |
| 2              | Olimpia Cluj            | 14.630         | 4                  | Birkirkara FC      | 0.830              | 2              | ŽNK SFK 2000 Sarajevo   | 15.960         | 4                  | Ramat HaSharon         | 3.650              |

| Club                    | Score             | Club                   |
| ----------------------- | ----------------- | ---------------------- |
| CSKA Moscou             | 2 - 0             | FC Flora Tallinn       |
| ŽFK Spartak Subotica    | 4 - 0             | Agarista-ȘS Anenii Noi |
| WFC Zhytlobud-2 Kharkiv | 9 - 0             | Alashkert              |
| Valur Reykjavik         | 3 - 0             | HJK Helsinki           |
| Górnik Łęczna           | 4 - 1             | ŽNK Split              |
| FK Gintra Universitetas | 4 - 0             | ŠK Slovan Bratislava   |
| SKN St. Pölten Frauen   | 2 - 0             | KFF Mitrovica          |
| RSC Anderlecht          | 8 - 0             | Linfield LFC           |
| PAOK Salonique          | 1 - 3             | Benfica Lisbonne       |
| KFF Vllaznia Shkodër    | 3 - 3 ap 3 - 2tab | ALG Spor               |
| FK Minsk                | 3 - 0             | Rīgas FS               |
| ŽNK Pomurje             | 3 - 0             | ŽFK Breznica           |
| Okjetpes Kökşetaw       | 1 - 2 ap          | WFC Lantchkhouti       |
| Vålerenga FD            | 7 - 0             | KÍ Klaksvík            |
| Apollon Limassol        | 3 - 0             | Swansea City           |
| Ferencváros TC          | 6 - 1             | Racing FC              |
| NSA Sofia               | 3 - 1             | ŽFK Kamenica Sasa      |
| Glasgow City FC         | 0 - 0 ap 6 - 5tab | Peamount United        |
| Olimpia Cluj            | 2 - 1             | Birkirkara FC          |
| ŽNK SFK 2000 Sarajevo   | 4 - 0             | Ramat HaSharon         |

#### Deuxième tour de qualification
Le tirage au sort du deuxième tour de qualification a eu lieu le 6 novembre 2020 à Nyon. 
Lors du tirage au sort, les équipes sont séparées en 5 groupes. Les têtes de série sont déterminées suivant le coefficient UEFA des équipes. Dans chaque groupe, les équipes sont numérotées afin de rendre le tirage plus rapide.
| Groupe 1       | Groupe 1                | Groupe 1       | Groupe 1           | Groupe 1                | Groupe 1           | Groupe 2       | Groupe 2              | Groupe 2       | Groupe 2           | Groupe 2           | Groupe 2           |
| Têtes de série | Têtes de série          | Têtes de série | Non têtes de série | Non têtes de série      | Non têtes de série | Têtes de série | Têtes de série        | Têtes de série | Non têtes de série | Non têtes de série | Non têtes de série |
| -------------- | ----------------------- | -------------- | ------------------ | ----------------------- | ------------------ | -------------- | --------------------- | -------------- | ------------------ | ------------------ | ------------------ |
| 1              | FK Gintra Universitetas | 19.285         | 3                  | Górnik Łęczna           | 8.825              | 1              | RSC Anderlecht        | 10.125         | 3                  | ŽNK Pomurje        | 6.980              |
| 2              | Apollon Limassol        | 16.280         | 4                  | Vålerenga FD            | 9.075              | 2              | Ferencváros TC        | 9.470          | 4                  | Benfica Lisbonne   | 0.000              |
| Groupe 3       | Groupe 3                | Groupe 3       | Groupe 3           | Groupe 3                | Groupe 3           | Groupe 4       | Groupe 4              | Groupe 4       | Groupe 4           | Groupe 4           | Groupe 4           |
| Têtes de série | Têtes de série          | Têtes de série | Non têtes de série | Non têtes de série      | Non têtes de série | Têtes de série | Têtes de série        | Têtes de série | Non têtes de série | Non têtes de série | Non têtes de série |
| 1              | ŽNK SFK 2000 Sarajevo   | 15.960         | 3                  | NSA Sofia               | 5.985              | 1              | SKN St. Pölten Frauen | 23.950         | 3                  | Valur Reykjavik    | 8.580              |
| 2              | ŽFK Spartak Subotica    | 20.615         | 4                  | WFC Zhytlobud-2 Kharkiv | 4.800              | 2              | Glasgow City FC       | 36.590         | 4                  | CSKA Moscou        | 7.425              |
| Groupe 5       |                         |                |                    |                         |                    |                |                       |                |                    |                    |                    |
| Têtes de série | Têtes de série          | Têtes de série | Non têtes de série | Non têtes de série      | Non têtes de série |                |                       |                |                    |                    |                    |
| 1              | Olimpia Cluj            | 14.630         | 3                  | KFF Vllaznia Shkodër    | 9.310              |                |                       |                |                    |                    |                    |
| 2              | FK Minsk                | 25.270         | 4                  | WFC Lantchkhouti        | 0.000              |                |                       |                |                    |                    |                    |

| Club                    | Score             | Club                    |
| ----------------------- | ----------------- | ----------------------- |
| Górnik Łęczna           | 2 - 1             | Apollon Limassol        |
| ŽNK Pomurje             | 4 - 1             | Ferencváros TC          |
| NSA Sofia               | 0 - 7             | ŽFK Spartak Subotica    |
| Valur Reykjavik         | 1 - 1 ap 3 - 4tab | Glasgow City FC         |
| KFF Vllaznia Shkodër    | 0 - 2             | FK Minsk                |
| FK Gintra Universitetas | 0 - 7             | Vålerenga FD            |
| RSC Anderlecht          | 1 - 2             | Benfica Lisbonne        |
| ŽNK SFK 2000 Sarajevo   | 0 - 2             | WFC Zhytlobud-2 Kharkiv |
| SKN St. Pölten Frauen   | 1 - 0             | CSKA Moscou             |
| Olimpia Cluj            | 0 - 1             | WFC Lantchkhouti        |

## Phase finale
Slavia Prague
Sparta Prague

### Seizièmes de finale
Les clubs en italique correspondent aux équipes qualifiées après le deuxième tour de qualification. Le coefficient UEFA des clubs, déterminant les têtes de série, est indiqué entre parenthèses. Les têtes de série jouent leur match retour à domicile. Le tirage au sort aura lieu le 24 novembre 2020 à Nyon.
| Têtes de série | Non-têtes de série |
| --- | --- |
| - Olympique lyonnais (145.680 - Tenant du titre) - VfL Wolfsburg (114.090) - FC Barcelone (102.140) - Paris Saint-Germain (98.680) - Bayern Munich (78.090) - Manchester City (69.645) - Slavia Prague (65.365) - Chelsea (63.645) - FC Rosengård (59.015) - Atlético de Madrid (47.140) - Fortuna Hjørring (46.385) - Brøndby IF (45.385) - Lillestrøm SK (44.075) - BIIK Kazygurt (38.590) - Glasgow City FC (36.590) - FC Zürich Frauen (34.920) | - Sparta Prague (31.365) - Fiorentina (29.065) - FK Minsk (25.270) - SKN St. Pölten Frauen (23.950) - Ajax Amsterdam (23.890) - ŽFK Spartak Subotica (20.615) - Kopparbergs/Göteborg FC (20.015) - Juventus FC (17.065) - PSV Eindhoven (10.890) - Vålerenga FD (9.075) - Górnik Łęczna (8.825) - Servette FCCF (7.920) - ŽNK Pomurje (6.980) - WFC Zhytlobud-2 Kharkiv (4.800) - Benfica Lisbonne (3.960) - WFC Lantchkhouti (0.000) |

Les matchs aller se déroulent les 9 et 10 décembre 2020 et les matchs retour les 15, 16 et 17 décembre 2020, à l'exception des rencontres entre le Vålerenga FD et le Brøndby IF qui aura lieu le 11 février en match simple. En effet, le match aller entre Vålerenga et Brøndby, initialement prévu le 10 décembre 2020 est reporté à la suite d'une décision des autorités norvégiennes de mettre en quarantaine la délégation de Brøndby en raison d'un cas positif d'un joueur au Covid-19. Le match retour prévu le 16 décembre 2020 est à son tour reporté à la suite d'un nouveau cas positif dans l'effectif de Brøndby. Les deux matchs sont alors reportés aux 7 et 14 février 2021. Néanmoins, en raison des restrictions sanitaires en Norvège sans exception pour le football, Brøndby et Vålerenga s'accordent pour jouer un match simple à Brøndby le 11 février 2021.
| Équipe                  | Aller | Total  | Retour | Équipe              |
| ----------------------- | ----- | ------ | ------ | ------------------- |
| SKN St. Pölten Frauen   | 2 - 0 | 3 - 0  | 1 - 0  | FC Zürich Frauen    |
| WFC Lantchkhouti        | 0 - 7 | 0 - 17 | 0 - 10 | FC Rosengård        |
| Kopparbergs/Göteborg FC | 1 - 2 | 1 - 5  | 0 - 3  | Manchester City     |
| Sparta Prague           | 2 - 1 | 3 - 1  | 1 - 0  | Glasgow City FC     |
| Juventus FC             | 2 - 3 | 2 - 6  | 0 - 3  | Olympique lyonnais  |
| ŽFK Spartak Subotica    | 0 - 5 | 0 - 7  | 0 - 2  | VfL Wolfsburg       |
| Fiorentina              | 2 - 2 | 3 - 2  | 1 - 0  | Slavia Prague       |
| Benfica Lisbonne        | 0 - 5 | 0 - 8  | 0 - 3  | Chelsea             |
| ŽNK Pomurje             | 0 - 3 | 2 - 6  | 2 - 3  | Fortuna Hjørring    |
| WFC Zhytlobud-2 Kharkiv | 2 - 1 | 2 - 2E | 0 - 1  | BIIK Kazygurt       |
| Ajax Amsterdam          | 1 - 3 | 1 - 6  | 0 - 3  | Bayern Munich       |
| PSV Eindhoven           | 1 - 4 | 2 - 8  | 1 - 4  | FC Barcelone        |
| Górnik Łęczna           | 0 - 2 | 1 - 8  | 1 - 6  | Paris Saint-Germain |
| FK Minsk                | 0 - 2 | 1 - 2  | 1 - 0  | Lillestrøm SK       |
| Servette FCCF           | 2 - 4 | 2 - 9  | 0 - 5  | Atlético de Madrid  |

| Club       | Score              | Club         |
| ---------- | ------------------ | ------------ |
| Brøndby IF | 1 - 1 ap 5 - 4 tab | Vålerenga FD |

### Huitièmes de finale
Le tirage au sort des huitièmes de finale aura lieu le 16 février 2021 à Nyon.
- Lors du tirage au sort, les équipes sont séparées en 2 groupes. Dans chaque groupe, Les quatre clubs disposant des coefficients les plus élevés sont têtes de série et sont placés dans un chapeau. Dans l'autre chapeau sont placés les clubs non tête de série.
- Aucun club ne peut rencontrer un adversaire d'une même association.
- Un tirage séparé détermine qui jouera l'aller à domicile (et donc le retour à l'extérieur).

| Groupe 1       | Groupe 1       | Groupe 1              | Groupe 1           | Groupe 2            | Groupe 2       | Groupe 2           | Groupe 2           |
| Têtes de série | Têtes de série | Non têtes de série    | Non têtes de série | Têtes de série      | Têtes de série | Non têtes de série | Non têtes de série |
| -------------- | -------------- | --------------------- | ------------------ | ------------------- | -------------- | ------------------ | ------------------ |
| VfL Wolfsburg  | 114.090        | Fortuna Hjørring      | 46.385             | Olympique lyonnais  | 145.680        | Atlético de Madrid | 47.140             |
| FC Barcelone   | 102.140        | Lillestrøm SK         | 44.075             | Paris Saint-Germain | 98.680         | Brøndby IF         | 45.385             |
| Bayern Munich  | 78.090         | BIIK Kazygurt         | 38.570             | Manchester City     | 69.645         | Sparta Prague      | 31.365             |
| FC Rosengård   | 59.015         | SKN St. Pölten Frauen | 23.950             | Chelsea             | 63.645         | Fiorentina         | 29.065             |

Les matchs aller se déroulent les 3 et 4 mars 2021 et les matchs retour le 10 et 11 mars 2021.
| Équipe              | Aller | Total | Retour | Équipe                |
| ------------------- | ----- | ----- | ------ | --------------------- |
| VfL Wolfsburg       | 2 - 0 | 4 - 0 | 2 - 0  | Lillestrøm SK         |
| FC Barcelone        | 4 - 0 | 9 - 0 | 5 - 0  | Fortuna Hjørring      |
| FC Rosengård        | 2 - 2 | 4 - 2 | 2 - 0  | SKN St. Pölten Frauen |
| BIIK Kazygurt       | 1 - 6 | 1 - 9 | 0 - 3  | Bayern Munich         |
| Manchester City     | 3 - 0 | 8 - 0 | 5 - 0  | Fiorentina            |
| Paris Saint-Germain | 5 - 0 | 5 - 3 | 0 - 3  | Sparta Prague         |
| Olympique lyonnais  | 2 - 0 | 5 - 1 | 3 - 1  | Brøndby IF            |
| Chelsea             | 2 - 0 | 3 - 1 | 1 - 1  | Atlético de Madrid    |

### Tableau final
|  | Quarts de finale          | Quarts de finale          | Quarts de finale          | Quarts de finale          |                     |                     | Demi-finales           | Demi-finales           | Demi-finales           | Demi-finales           |  |  | Finale                               | Finale                               | Finale                               | Finale                               |
|  |                           |                           |                           |                           |                     |                     |                        |                        |                        |                        |  |  |                                      |                                      |                                      |                                      |
|  | 24 mars et 1er avril 2021 | 24 mars et 1er avril 2021 | 24 mars et 1er avril 2021 | 24 mars et 1er avril 2021 |                     |                     | 25 avril et 2 mai 2021 | 25 avril et 2 mai 2021 | 25 avril et 2 mai 2021 | 25 avril et 2 mai 2021 |  |  | 16 mai 2021 - Gamla Ullevi, Göteborg | 16 mai 2021 - Gamla Ullevi, Göteborg | 16 mai 2021 - Gamla Ullevi, Göteborg | 16 mai 2021 - Gamla Ullevi, Göteborg |
|  | 24 mars et 1er avril 2021 | 24 mars et 1er avril 2021 | 24 mars et 1er avril 2021 | 24 mars et 1er avril 2021 |                     |                     | 25 avril et 2 mai 2021 | 25 avril et 2 mai 2021 | 25 avril et 2 mai 2021 | 25 avril et 2 mai 2021 |  |  | 16 mai 2021 - Gamla Ullevi, Göteborg | 16 mai 2021 - Gamla Ullevi, Göteborg | 16 mai 2021 - Gamla Ullevi, Göteborg | 16 mai 2021 - Gamla Ullevi, Göteborg |
|  | Bayern Munich             | Bayern Munich             | 3                         | 1                         |                     |                     | 25 avril et 2 mai 2021 | 25 avril et 2 mai 2021 | 25 avril et 2 mai 2021 | 25 avril et 2 mai 2021 |  |  | 16 mai 2021 - Gamla Ullevi, Göteborg | 16 mai 2021 - Gamla Ullevi, Göteborg | 16 mai 2021 - Gamla Ullevi, Göteborg | 16 mai 2021 - Gamla Ullevi, Göteborg |
|  | Bayern Munich             | Bayern Munich             | 3                         | 1                         |                     |                     | 25 avril et 2 mai 2021 | 25 avril et 2 mai 2021 | 25 avril et 2 mai 2021 | 25 avril et 2 mai 2021 |  |  | 16 mai 2021 - Gamla Ullevi, Göteborg | 16 mai 2021 - Gamla Ullevi, Göteborg | 16 mai 2021 - Gamla Ullevi, Göteborg | 16 mai 2021 - Gamla Ullevi, Göteborg |
|  | FC Rosengård              | FC Rosengård              | 0                         | 0                         |                     |                     | 25 avril et 2 mai 2021 | 25 avril et 2 mai 2021 | 25 avril et 2 mai 2021 | 25 avril et 2 mai 2021 |  |  | 16 mai 2021 - Gamla Ullevi, Göteborg | 16 mai 2021 - Gamla Ullevi, Göteborg | 16 mai 2021 - Gamla Ullevi, Göteborg | 16 mai 2021 - Gamla Ullevi, Göteborg |
|  | FC Rosengård              | FC Rosengård              | 0                         | 0                         | Bayern Munich       | Bayern Munich       | 2                      | 1                      |                        |                        |  |  | 16 mai 2021 - Gamla Ullevi, Göteborg | 16 mai 2021 - Gamla Ullevi, Göteborg | 16 mai 2021 - Gamla Ullevi, Göteborg | 16 mai 2021 - Gamla Ullevi, Göteborg |
|  | 24 mars et 31 mars 2021   |                           |                           |                           | Bayern Munich       | Bayern Munich       | 2                      | 1                      |                        |                        |  |  | 16 mai 2021 - Gamla Ullevi, Göteborg | 16 mai 2021 - Gamla Ullevi, Göteborg | 16 mai 2021 - Gamla Ullevi, Göteborg | 16 mai 2021 - Gamla Ullevi, Göteborg |
|  |                           |                           | Chelsea                   | Chelsea                   | 1                   | 4                   |                        |                        |                        |                        |  |  | 16 mai 2021 - Gamla Ullevi, Göteborg | 16 mai 2021 - Gamla Ullevi, Göteborg | 16 mai 2021 - Gamla Ullevi, Göteborg | 16 mai 2021 - Gamla Ullevi, Göteborg |
|  | Chelsea                   | Chelsea                   | Chelsea                   | Chelsea                   | 1                   | 4                   | 2                      | 3                      |                        |                        |  |  | 16 mai 2021 - Gamla Ullevi, Göteborg | 16 mai 2021 - Gamla Ullevi, Göteborg | 16 mai 2021 - Gamla Ullevi, Göteborg | 16 mai 2021 - Gamla Ullevi, Göteborg |
|  | Chelsea                   | Chelsea                   | 25 avril et 2 mai 2021    |                           |                     |                     | 2                      | 3                      |                        |                        |  |  | 16 mai 2021 - Gamla Ullevi, Göteborg | 16 mai 2021 - Gamla Ullevi, Göteborg | 16 mai 2021 - Gamla Ullevi, Göteborg | 16 mai 2021 - Gamla Ullevi, Göteborg |
|  | VfL Wolfsburg             | VfL Wolfsburg             | 1                         | 0                         |                     |                     |                        |                        |                        |                        |  |  | 16 mai 2021 - Gamla Ullevi, Göteborg | 16 mai 2021 - Gamla Ullevi, Göteborg | 16 mai 2021 - Gamla Ullevi, Göteborg | 16 mai 2021 - Gamla Ullevi, Göteborg |
|  | VfL Wolfsburg             | VfL Wolfsburg             | 1                         | 0                         | Chelsea             | Chelsea             | 0                      | 0                      |                        |                        |  |  |                                      |                                      |                                      |                                      |
|  | 24 mars et 18 avril 2021  |                           |                           |                           | Chelsea             | Chelsea             | 0                      | 0                      |                        |                        |  |  |                                      |                                      |                                      |                                      |
|  |                           |                           | FC Barcelone              | FC Barcelone              | 4                   | 4                   |                        |                        |                        |                        |  |  |                                      |                                      |                                      |                                      |
|  | Paris Saint-Germain       | Paris Saint-Germain       | FC Barcelone              | FC Barcelone              | 4                   | 4                   | 0                      | 2                      |                        |                        |  |  |                                      |                                      |                                      |                                      |
|  | Paris Saint-Germain       | Paris Saint-Germain       |                           |                           |                     |                     |                        |                        |                        |                        |  |  |                                      |                                      |                                      |                                      |
|  | Olympique lyonnais        | Olympique lyonnais        | 1                         | 1                         |                     |                     |                        |                        |                        |                        |  |  |                                      |                                      |                                      |                                      |
|  | Olympique lyonnais        | Olympique lyonnais        | 1                         | 1                         | Paris Saint-Germain | Paris Saint-Germain | 1                      | 1                      |                        |                        |  |  |                                      |                                      |                                      |                                      |
|  | 24 mars et 31 mars 2021   |                           |                           |                           | Paris Saint-Germain | Paris Saint-Germain | 1                      | 1                      |                        |                        |  |  |                                      |                                      |                                      |                                      |
|  |                           |                           | FC Barcelone              | FC Barcelone              | 1                   | 2                   |                        |                        |                        |                        |  |  |                                      |                                      |                                      |                                      |
|  | FC Barcelone              | FC Barcelone              | FC Barcelone              | FC Barcelone              | 1                   | 2                   | 3                      | 1                      |                        |                        |  |  |                                      |                                      |                                      |                                      |
|  | FC Barcelone              | FC Barcelone              |                           |                           |                     |                     |                        | 1                      |                        |                        |  |  |                                      |                                      |                                      |                                      |
|  | Manchester City           | Manchester City           | 0                         | 2                         |                     |                     |                        |                        |                        |                        |  |  |                                      |                                      |                                      |                                      |
|  | Manchester City           | Manchester City           | 0                         | 2                         |                     |                     |                        |                        |                        |                        |  |  |                                      |                                      |                                      |                                      |
|  |                           |                           |                           |                           |                     |                     |                        |                        |                        |                        |  |  |                                      |                                      |                                      |                                      |

( ) = Tirs au but ; ap = Après prolongation ; e = Victoire aux buts marqués à l'extérieur ; f = Victoire par forfait

### Quarts de finale
Le tirage au sort des quarts de finale a eu lieu le 12 mars 2021 à Nyon. Les huit équipes qui restent dans la compétition sont soumises à un tirage intégral. Il n'y a aucune tête de série et les équipes d'un même pays peuvent se rencontrer. Pour les quarts de finale, les huit boules sont placées dans une vasque et mélangées. La première équipe tirée accueille la deuxième au match aller. La procédure est la même pour les trois autres matches.
Pour le tirage des demi-finales, quatre morceaux de papier portant la mention « Vainqueur quart de finale 1 » à « Vainqueur quart de finale 4 » sont placés dans une vasque. Le tirage est similaire à celui des quarts de finale. Un autre tirage détermine qui, des deux finalistes, sera l'équipe qui recevra en finale.
Les équipes qualifiées pour les quarts de finale sont :
- Olympique lyonnais
- VfL Wolfsburg
- Paris Saint-Germain
- FC Barcelone
- Bayern Munich
- Manchester City
- Chelsea
- FC Rosengård

Les matchs auront lieu les 23-24 mars 2021 pour les matchs aller et le 31 mars et le 1er avril 2021 pour les matchs retour. Le match retour entre l'Olympique lyonnais et le Paris Saint-Germain est reporté au 18 avril en raison de cas de Covid-19 dans l'effectif lyonnais.
| Équipe              | Aller | Total   | Retour | Équipe             |
| ------------------- | ----- | ------- | ------ | ------------------ |
| Bayern Munich       | 3 - 0 | 4 - 0   | 1 - 0  | FC Rosengård       |
| Paris Saint-Germain | 0 - 1 | E 2 - 2 | 2 - 1  | Olympique lyonnais |
| FC Barcelone        | 3 - 0 | 4 - 2   | 1 - 2  | Manchester City    |
| Chelsea             | 2 - 1 | 5 - 1   | 3 - 0  | VfL Wolfsburg      |

### Demi-finales
Les matchs ont lieu le 25 avril 2021 pour les matchs aller et le 2 mai 2021 pour les matchs retour.
| Équipe              | Aller | Total | Retour | Équipe       |
| ------------------- | ----- | ----- | ------ | ------------ |
| Paris Saint-Germain | 1 - 1 | 2 - 3 | 1 - 2  | FC Barcelone |
| Bayern Munich       | 2 - 1 | 3 - 5 | 1 - 4  | Chelsea      |

### Finale
La finale se dispute sur une seule rencontre, le dimanche 16 mai 2021, à Göteborg en Suède, au stade Gamla Ullevi.
| 16 mai 2021 | Chelsea | 0 - 4 | FC Barcelone | Gamla Ullevi, Göteborg                                   |
|             |         |       |              | Arbitrage : Riem Hussein Arbitre vidéo : Bastian Dankert |

| Championne d'Europe 2021   |
| -------------------------- |
| FC Barcelone Premier Titre |

## Statistiques
La phase de qualifications n'est pas prise en compte.

### Meilleures buteuses
| Rang | Joueuse                   | Équipe              | Buts | Min. jouées |
| ---- | ------------------------- | ------------------- | ---- | ----------- |
| 1.   | Jennifer Hermoso          | FC Barcelone        | 6    | 510         |
| 1.   | Fran Kirby                | Chelsea             | 6    | 690         |
| 3.   | Sam Mewis                 | Manchester City     | 5    | 396         |
| 3.   | Lieke Martens             | FC Barcelone        | 5    | 534         |
| 5.   | Melvine Malard            | Olympique lyonnais  | 4    | 200         |
| 5.   | Asisat Oshoala            | FC Barcelone        | 4    | 333         |
| 5.   | Sydney Lohmann            | Bayern Munich       | 4    | 450         |
| 5.   | Marie-Antoinette Katoto   | Paris Saint-Germain | 4    | 475         |
| 5.   | Jelena Čanković           | FC Rosengård        | 4    | 533         |
| 5.   | Sanne Troelsgaard Nielsen | FC Rosengård        | 4    | 533         |
| 5.   | Pernille Harder           | Chelsea             | 4    | 698         |

### Meilleures passeuses
| Rang | Joueuse                | Équipe        | Passes d. | Min. jouées |
| ---- | ---------------------- | ------------- | --------- | ----------- |
| 1.   | Guro Reiten            | Chelsea       | 7         | 391         |
| 2.   | Caroline Graham Hansen | FC Barcelone  | 5         | 619         |
| 3.   | Svenja Huth            | VfL Wolfsburg | 4         | 438         |
| 4.   | Jelena Čanković        | FC Rosengård  | 4         | 533         |

### Clean sheets
| Rang | Joueuse              | Équipe             | Clean sheets | Matches disputés |
| ---- | -------------------- | ------------------ | ------------ | ---------------- |
| 1.   | Katarzyna Kiedrzynek | VfL Wolfsburg      | 4            | 6                |
| 1.   | Laura Benkarth       | Bayern Munich      | 4            | 8                |
| 3.   | Sarah Bouhaddi       | Olympique lyonnais | 3            | 6                |
| 3.   | Sandra Paños         | FC Barcelone       | 3            | 7                |
| 3.   | Ann-Katrin Berger    | Chelsea            | 3            | 8                |